# Mononychellus vaalensis
Mononychellus vaalensis är en spindeldjursart som beskrevs av Meyer 1987. Mononychellus vaalensis ingår i släktet Mononychellus och familjen Tetranychidae. Inga underarter finns listade i Catalogue of Life.